# 카를 에센
카를 페트로비치 에센(러시아어: Карл Петрович Иессен, 1852년 6월 30일~1918년 11월 30일)는 덴마크계로 러시아 제국 해군의 군인이다. 러일 전쟁에서 블라디보스토크 순양함대를 이끌고 통상파괴전을 실시했지만, 울산 해전에서 패했다.

## 생애

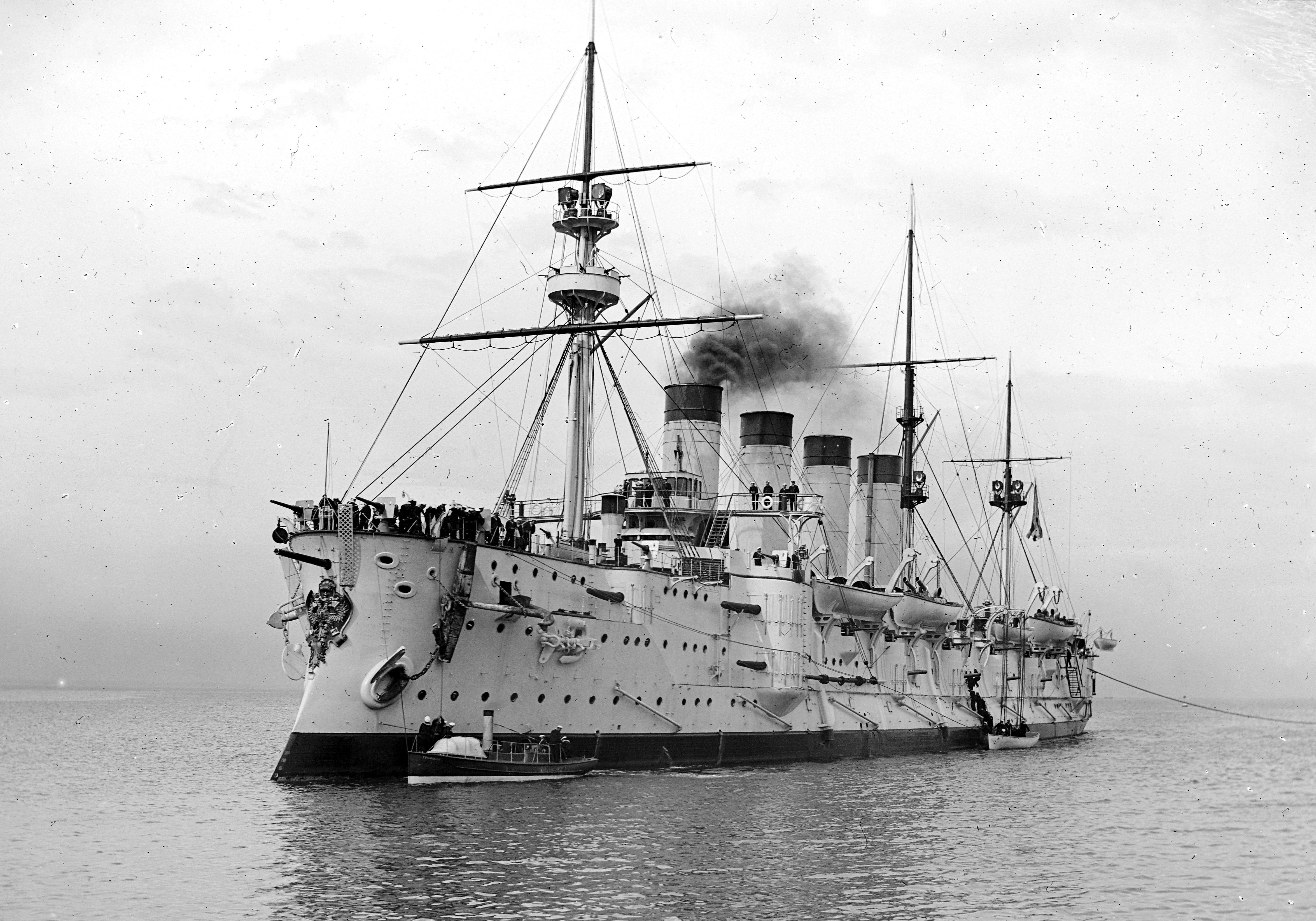
회항 도중인 1등순양함 그루모보이

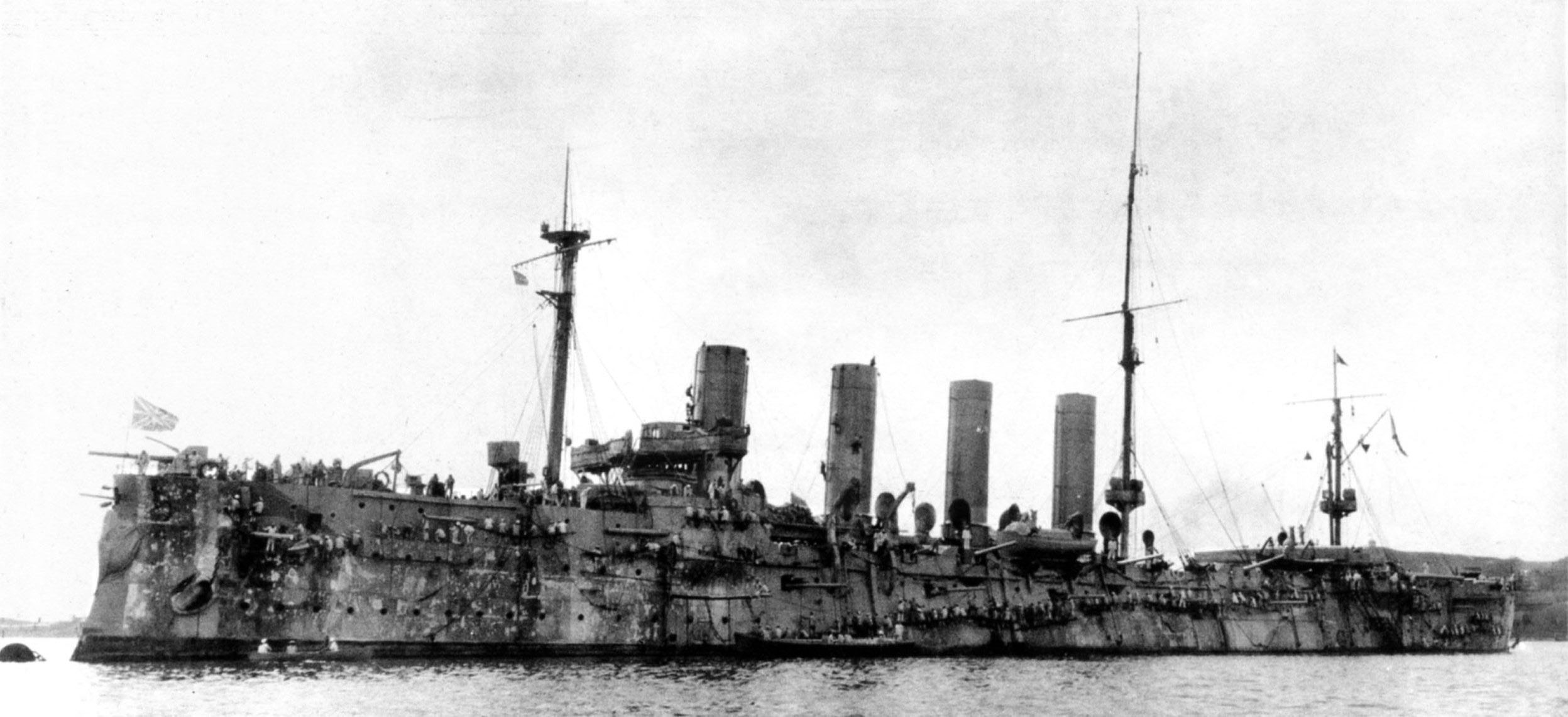
울산 해전 후 1등순양함 로시아

러시아 제국의 지배 하에 있는 라트비아에서 태어났다. 1869년, 해군사관학교에 입학하여 어뢰와 포술을 교육을 받았다. 1890년에 흑해 함대의 어뢰정 ‘아들레르’(Adler) 함장을 시작으로 증기선 ‘네바’, 2등 순양함 ‘아시아’ 함장을 역임했다. 1897년, 1등 영관으로 승진했다. 1898년 새로 건조되어 태평양에 회항하는 1등 순양함 ‘그루모보이’ 함장으로 극동에 부임했다.
러일 전쟁 발발 직전인 1904년 2월에 해군 소장으로 승진했고 뤼순 항에 있는 제1태평양 함대 부 사령관과 순양함대 사령관으로 임명되었다. 개전 후 스테판 마카로프 사령관이 블라디보스토크에 있는 4척의 1등 순양함을 핵심으로 하는 순양함대 사령관에 임명되어, 기함 ‘로시아’에 부임했다.
3월말에 쇄빙함을 사용하여 출항이 가능하게 되면서 블라디보스토크를 근거지로 한반도 연안의 동해에서 태평양 방면에 걸친 넓은 해역에서 적극적인 통상 파괴전을 펼쳤다. 일본 육군의 수송선과 상선을 차례로 격침하고 대마도까지 출격하여 일본의 포함 2척을 격침시켰다. 3월 말 우류 소토키치 소장이 이끄는 순양함대와 교전을 벌여 쌍방 손실을 기록했고, 승패는 나지 않았다. 이 전공으로 4등 성 게오르기 훈장을 받았다. 그러나 동시에 극동 총독 예브게니 알렉세예프에 의해 하루에 일정 범위 밖으로 출격은 금지되었다.
여순 함대가 황해 해전에서 패한 4일 후 1904년 8월 14일 울산 해전에서 함대 사령관 가미무라 히코노조 중장이 이끄는 일본 제국 해군 제2함대와 교전을 벌여, 1등 순양함 ‘류리크’를 잃었다. 그러나 ‘류리크’ 구출을 포기하지 않았기 때문에 적장과 자군에서 칭찬을 받았다. 이 전투에서 함대 주력이었던 1등함이 모두 큰 손상을 입었기 때문에 블라디보스토크 함대는 반년 이상 활동을 할 수 없게 되었다. 여순 함락 후 이듬해 1월 2일에 괴멸 상태의 제1태평양 함대 순양함대 사령관에 임명되었다. 6월에는 우수리강 함대에 전속되었다.
러일 전쟁이 끝난 후 제2태평양 함대와 반대 항로로 태평양에서 발트해로 회항했다. 1906년 패전의 책임을 지고 좌천되었지만, 해군 장관의 교체에 의해 1908년에 명예를 회복하고 발트해 함대 부사령관에 임관했다. 그러나 1909년에 니콜라이 폰 에센이 발트해 함대 사령관에 취임하면서 해군 중장으로 퇴역했다. 그후 리가에서 독일계 투자 기업의 조선소 감독을 맡았고, 1913년에는 노비크급 구축함 건조를 도급받았다.
1918년 11월 30일, 상트페테르부르크에서 사망했다.